# 日本口蓋裂学会
一般社団法人日本口蓋裂学会（にほんこうがいれつがっかい、Japanese Cleft Palate Association）とは、口唇口蓋裂の治療・予防を取り扱う専門学術団体の一つである。

## 概要
1977年に設立された。2012年10月現在会員数3,027名。2012年現在、理事長は川上重彦。

## 総会
- 年1回

## 本部事務局
- 〒135-0033 東京都江東区深川2-4-11 一ツ橋印刷株式会社　学会事務センター内

## 学会誌
- 『日本口蓋裂学会雑誌』年3回発刊 ISSN 0386-5185 全国書誌番号:00031252

## 大会等
| 年     | 月日          | 名称                               | 会長     | 会場             | テーマ                                       | 参加者数 | 備考        |
| ------ | ------------- | ---------------------------------- | -------- | ---------------- | -------------------------------------------- | -------- | ----------- |
| 2009年 | 5月28日～29日 | 第33回日本口蓋裂学会総会・学術集会 | 保阪善昭 | 砂防会館         | 将来を見据えた安全で確実な治療法を目指して   |          | [ 4 ]       |
| 2010年 | 5月27日～28日 | 第34回日本口蓋裂学会総会・学術集会 | 内山健志 | 北とぴあ         | 口唇裂・口蓋裂チーム医療の前進をめざして     |          | [ 5 ]       |
| 2011年 | 5月25日～26日 | 第35回日本口蓋裂学会総会・学術集会 | 齊藤力   | 朱鷺メッセ       | 心地よい医療の提供 不易と流行を見極めて      |          | [ 6 ]       |
| 2012年 | 5月24日～25日 | 第36回日本口蓋裂学会総会・学術集会 | 鈴木茂彦 | 国立京都国際会館 | 技の伝承と未来へのネットワーク               |          | [ 7 ] [ 8 ] |
| 2013年 | 5月30日～31日 | 第37回日本口蓋裂学会総会・学術集会 | 後藤昌昭 | 佐賀市文化会館   | チーム医療におけるノンテクニカルスキルの向上 |          | [ 9 ]       |

## 加盟団体
- 日本歯学系学会協議会